# كيفن روبرسون
كيفن روبرسون (بالإنجليزية: Kevin Roberson)‏ هو لاعب كرة قاعدة أمريكي، ولد في 29 يناير 1968 في ديكادور في الولايات المتحدة.

## وصلات خارجية
- كيفن روبرسون على موقعبيزبول رفرنس.كوم (الدوري الرئيسي) (الإنجليزية)
- كيفن روبرسون على موقعبيزبول رفرنس.كوم (الدوري الثانوي) (الإنجليزية)